# Technisch schrijver
Een technisch schrijver of technisch auteur schrijft instructieve en informatieve teksten voor verschillende doelgroepen en voor verschillende media. Zo kan een technisch schrijver een papieren handleiding schrijven voor consumenten, online helpteksten opstellen voor luchtverkeersleiders of lesmateriaal ontwikkelen voor Afrikaanse boeren.

## Specialisme
Een technisch schrijver is een expert in het ontwerpen, schrijven, ontwikkelen of onderhouden van technische documentatie. Meestal heeft een technisch schrijver een opleiding gevolgd op het gebied van technische communicatie, informatieontwerp of communicatie. Sommige technisch schrijvers hebben techniek of technologie gestudeerd en aanvullende cursussen gevolgd op het gebied van technische communicatie. 
Vaak zijn technisch schrijvers zelf geen specialisten op het gebied waarover zij communiceren. Zij fungeren als doorgeefluik van specialistische kennis. Om de documentatie te ontwikkelen, interviewen zij specialisten, voeren zij zelf onderzoek uit naar het onderwerp en bestuderen zij de doelgroep. Technisch schrijvers worden dus niet ingehuurd voor hun deskundigheid op het vakgebied, maar voor hun expertise in het ontwikkelen van technische documentatie: het verzamelen van informatie, het organiseren van die informatie, het schrijven van gebruiksvriendelijke teksten en het ontwerpen van illustraties. 
Een goede technisch schrijver weet de techniek te vertalen naar de doelgroep. Hij is een bruggenbouwer tussen mens en techniek.

## Waarde van een technisch schrijver
- Hogere kwaliteit: Goede en duidelijke instructies schrijven kan niet iedereen. Technisch schrijvers zijn erop getraind om zich in te leven in de eindgebruiker. Zij benaderen een product niet vanuit het product en zijn functies, maar vanuit de eindgebruiker en de taken die hij of zij met het product wil uitvoeren. Technisch schrijvers weten aan welke informatie de gebruiker op welk moment behoefte heeft. Zij beschikken over de vaardigheden om deze informatie op een duidelijke manier over te brengen, in begrijpelijke taal, in een heldere ordening en in een toegankelijke vorm.
- Minder kosten: Goede documentatie bespaart op de kosten van andere gebruikersondersteuning, bijvoorbeeld helpdesken. Gebruikers die toegankelijke, taakgerichte, bruikbare en begrijpelijke informatie hebben ontvangen, nemen immers minder snel contact op met de klantenservice of interne ondersteuningsafdeling. Ook vanuit financieel oogpunt loont het dus om te investeren in een technisch schrijver. Als organisaties technisch schrijvers inhuren voor de documentatie, kunnen hun eigen specialisten zich bovendien richten op zaken waarin zij deskundig zijn.
- Minder fouten tijdens productontwikkeling: Tijdens het ontwikkelen van technische documentatie probeert een technisch schrijver de functies van een product uit, om de werking zo goed mogelijk te kunnen beschrijven. Als tijdens dit proces problemen of onduidelijkheden aan het licht komen, kunnen die in dit stadium nog worden verholpen. Het kan dan gaan om daadwerkelijke bugs, maar ook om onduidelijke of inconsequente schermtitels, foutieve displayteksten of ontbrekende of onlogische functies.
- Juridische vrijwaring: In sommige gevallen is het leveren van documentatie juridisch verplicht. Zo leggen de wet Productaansprakelijkheid en de Europese Machinerichtlijn importeurs verplichtingen op ten aanzien van productinformatie. Professionele technisch schrijvers kunnen documentatie leveren die aan deze eisen voldoet. Daarnaast weten technisch schrijvers met welke formuleringen fabrikanten zich kunnen vrijwaren van aansprakelijkheid.

## Vaardigheden van technisch schrijvers
Technisch schrijvers zijn goed in het verzamelen van informatie, het vergaren van kennis en het analyseren van de informatiebehoefte van gebruikers. Ze kennen de geldende normen en richtlijnen en zijn in staat de kennis van technisch specialisten te vertalen naar de doelgroep. Ze zijn gespecialiseerd in het schrijven, redigeren, organiseren en presenteren van informatie in heldere, duidelijke taal. Zij zijn op de hoogte van de meestgebruikte tools in technische communicatie. Daarnaast kunnen zij grote documentatietrajecten plannen en uitvoeren en hebben zij ervaring in het coördineren van opmaak en illustratie. Technisch schrijvers werken samen met onder andere productmanagers, ingenieurs, interface-ontwerpers, programmeurs, softwareontwikkelaars, redacteuren en specialisten op het gebied van bruikbaarheid, grafische vormgeving en marketing.
- Analytisch denkvermogen: Technisch schrijvers kunnen grote hoeveelheden informatie analyseren en organiseren. Zij onderscheiden hoofd- en bijzaken, oorzaken en gevolgen, feiten en opvattingen. Daarnaast leggen ze verbanden, zien ze trends en patronen in losstaande gegevens en kunnen zij uiteindelijk een logisch raamwerk ontwikkelen dat past bij de doelgroep. Technisch schrijvers moeten theoretisch en systematisch kunnen denken en aandacht hebben voor details.
- Flexibiliteit: Technisch schrijvers kunnen omgaan met deadlines, met veranderende producteisen, budgettaire randvoorwaarden en met mogelijk tegenstrijdige verwachtingen, bijvoorbeeld van specialisten, softwareontwikkelaars, marketingmanagers en productmanagers.
- Gevoel voor techniek: Technisch schrijvers hebben inzicht en interesse in techniek. Dat kan een belangstelling voor één enkel vakgebied zijn of ze zijn gewoon nieuwsgierig zijn naar de werking van apparaten. Veel technisch schrijvers vinden het uitdagend om nieuwe technologieën te leren kennen en om technische concepten te doorzien.
- Goed in het communiceren met experts: Technisch schrijvers kunnen goed luisteren en goed communiceren. Ze weten precies welke vragen zij aan de specialisten moeten stellen om inzicht te krijgen in de materie. Als een onderwerp hun niet duidelijk is, zullen zij op professionele wijze hun vraag op een andere manier stellen. In dat opzicht lijkt het vak op dat van de onderzoeksjournalist.
- Talent voor het visualiseren van ideeën: Technisch schrijvers hebben het talent om ideeën te visualiseren: in grafieken, tabellen, stroomschema’s of illustraties. Zij zijn bovendien op de hoogte van wetenschappelijk onderzoek over technische illustraties. Zo weten zij bijvoorbeeld wanneer een stroomschema wel of niet effectief is en wanneer je een processchema of juist een functioneel schema in moet zetten.
- Vermogen om helder te schrijven: Technisch schrijvers kunnen ingewikkelde informatie omzetten in heldere tekst. Ze weten hoe ze taal en vormgeving moeten gebruiken om dit te bereiken. Zo vermijden ze lange zinnen, gebruiken ze alleen zinsconstructies die gemakkelijk te begrijpen zijn en zijn ze consequent in hun taalgebruik. Voorts zijn zij op de hoogte van wetenschappelijke inzichten over het schrijven van instructies en instructieve teksten.
- Vermogen om kritiek te ontvangen en te geven: Technisch schrijvers ontwikkelen documentatie die beoordeeld en gecorrigeerd wordt door anderen. Regelmatig ontvangen ze verzoeken om teksten te veranderen of correcties aan te brengen. Technisch schrijvers kunnen opbouwende kritiek dan ook accepteren en zijn ook in staat om zelf professionele kritiek te leveren, bijvoorbeeld wanneer zij onduidelijkheden, fouten of inconsistenties aantreffen in een product waarvoor zij de documentatie verzorgen.
- Zelfstandigheid: Technisch schrijvers zijn in staat om zelf hun tijd in te delen en zelf hun projecten te plannen. Ook kunnen zij hun tijdschema’s duidelijk maken aan anderen, inclusief de gevolgen van vertragingen in het aanleveren van bronmateriaal, in correctieslagen en in terugkoppeling.